# Região Västra Götaland

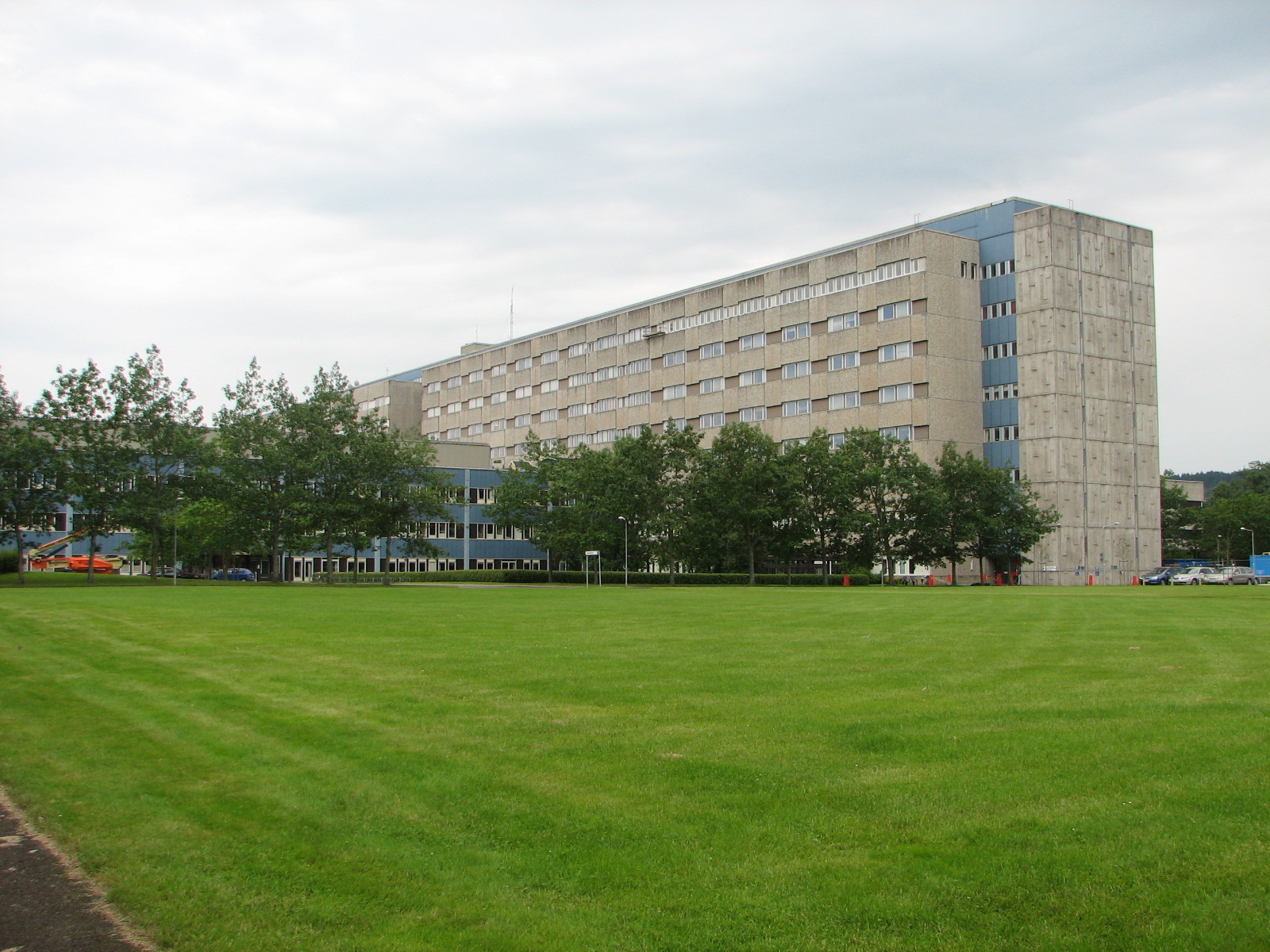
O hospital de Skaraborg em Skövde

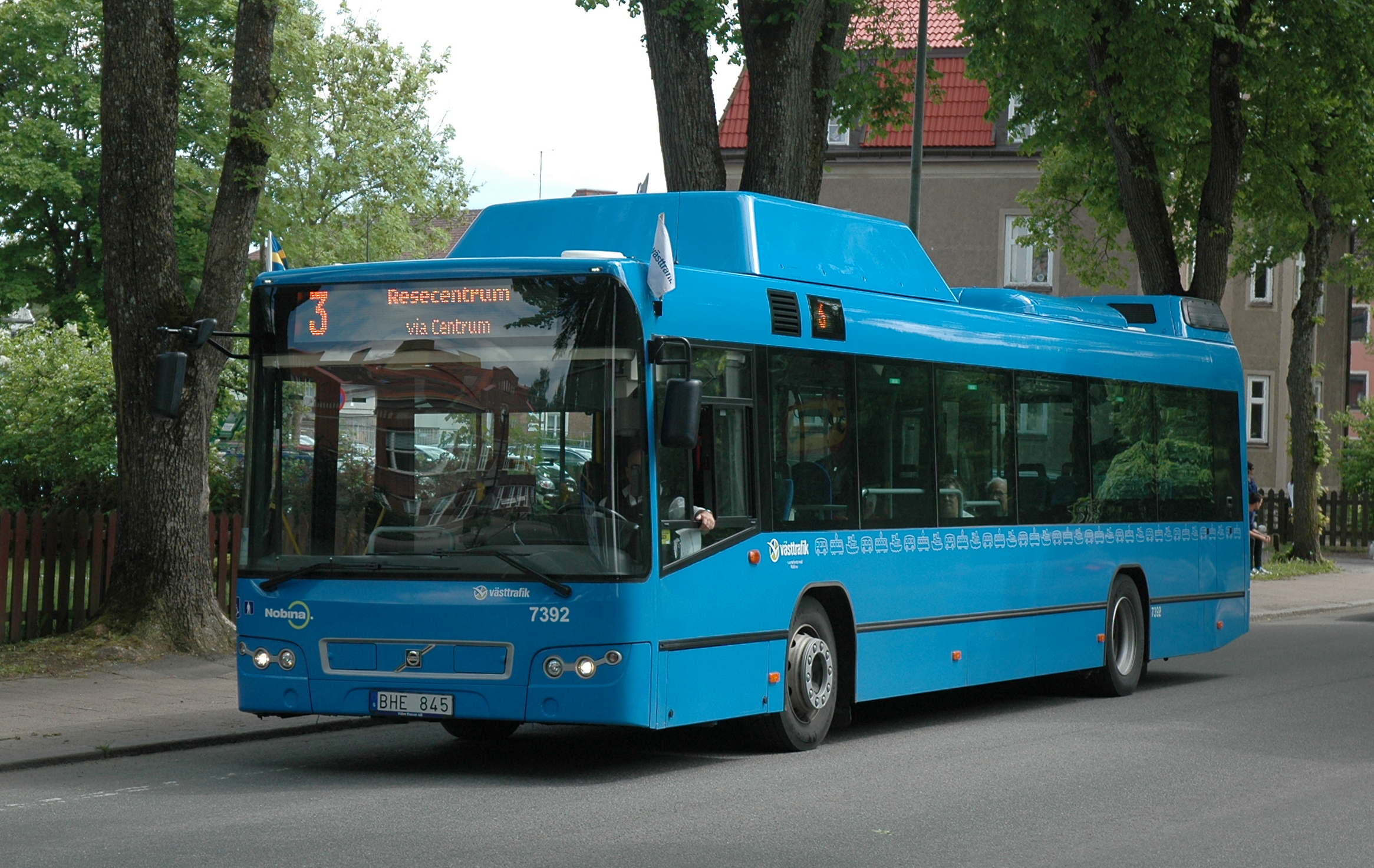
Transportes coletivos regionais em Falköping

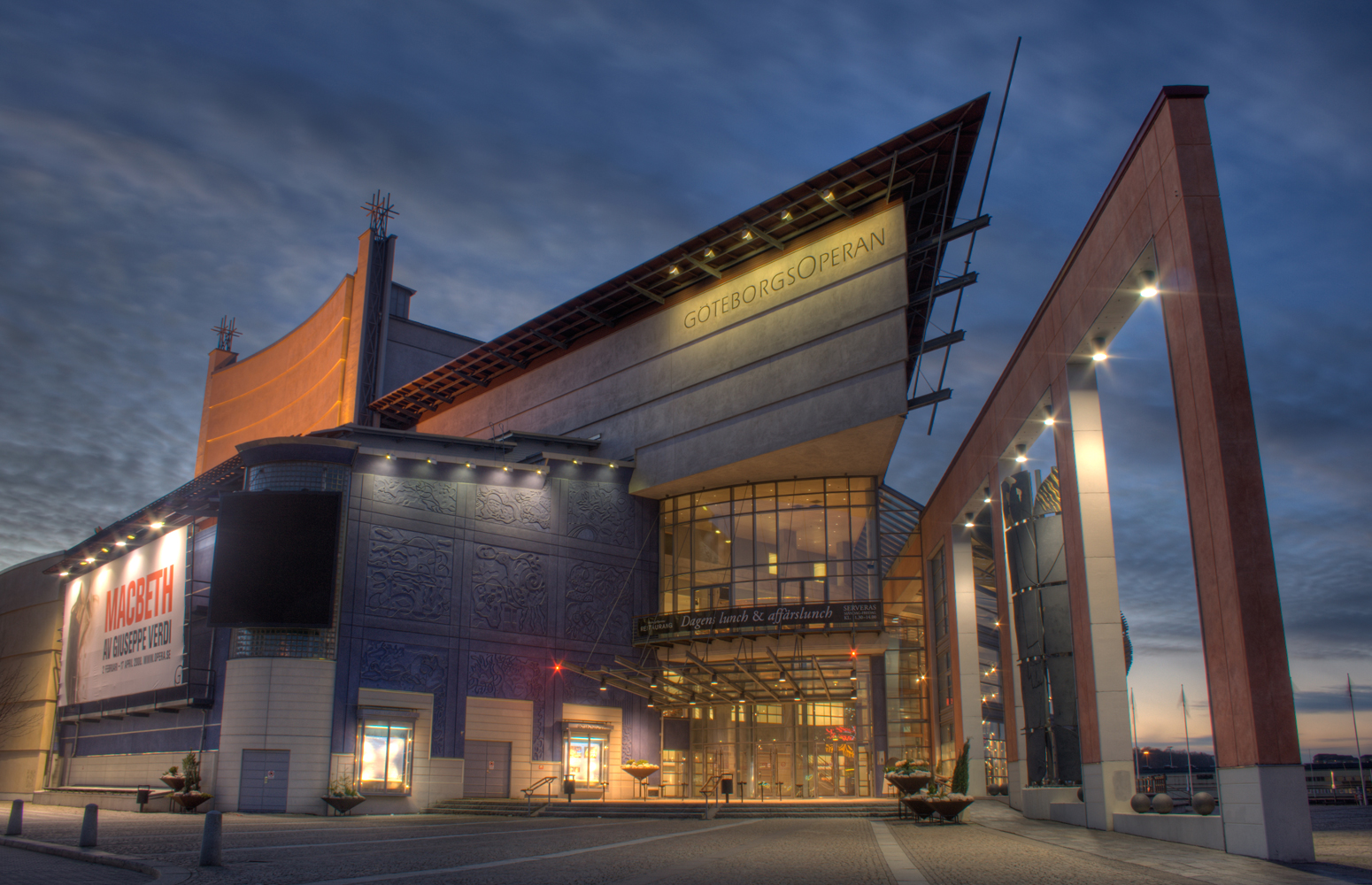
A Ópera de Gotemburgo

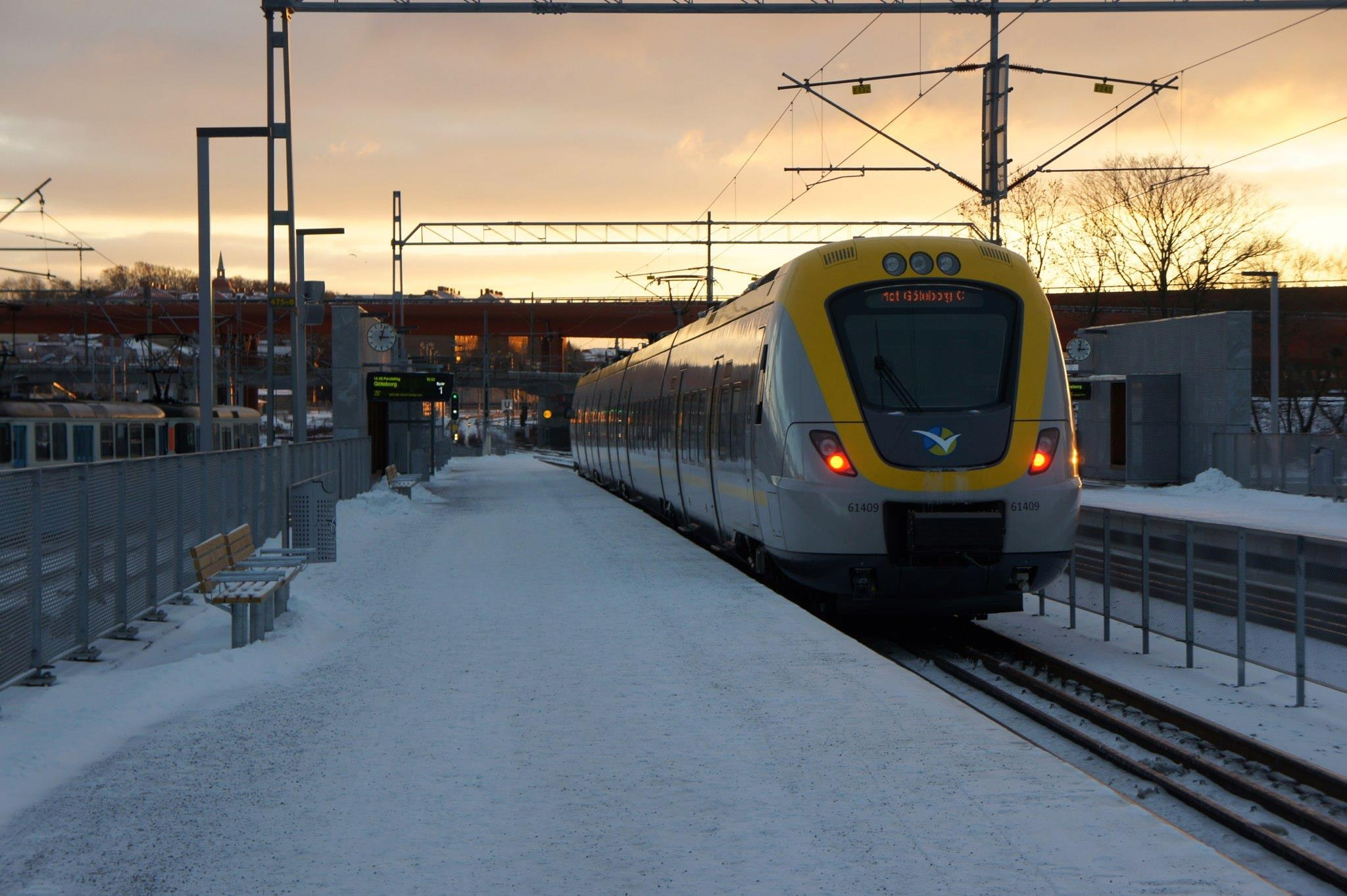
Comboio pendular (trem) local

A Região Västra Götaland (em sueco: Västra Götalandsregionen;  PRONÚNCIA) é uma autarquia regional - responsável pela saúde, transportes públicos e desenvolvimento regional – na área geográfica do condado da Västra Götaland.

É constituída por 49 comunas, com uma área de 23 800 km² e uma população de 1 766 774 habitantes (2024)

### Comunas da Região
O condado da Västra Götaland é composto pelas seguintes comunas (kommuner):

- Ale
- Alingsås
- Åmål
- Bengtsfors
- Bollebygd
- Borås
- Dals-Ed
- Essunga
- Falköping
- Färgelanda
- Gotemburgo
- Götene
- Grästorp
- Gullspång
- Härryda
- Herrljunga
- Hjo
- Karlsborg
- Kungälv
- Lerum
- Lidköping
- Lilla Edet
- Lysekil
- Mariestad
- Mark
- Mellerud
- Mölndal
- Munkedal
- Öckerö
- Orust
- Partille
- Skara
- Skövde
- Sotenäs
- Stenungsund
- Strömstad
- Svenljunga
- Tanum
- Tibro
- Tidaholm
- Tjörn
- Töreboda
- Tranemo
- Trollhättan
- Uddevalla
- Ulricehamn
- Vänersborg
- Vara
- Vårgårda

## Áreas de responsabilidade
A Região Västra Götaland tem como função a definição de políticas e a gestão da assistência médica, dos transportes públicos e de várias instituições culturais regionais. Está igualmente encarregada da planificação geral da região.
                  
Entre as várias áreas de atividade estão p.ex. os hospitais, os centros de saúde locais (Närhälsan), as clínicas de dentistas locais (Folktandvård), a Ópera de Gotemburgo e a Västtrafik.

### Assistência médica

#### Hospitais
Entre os hospitais tutelados ou geridos pela Região Västra Götaland estão:
- Hospital Universitário Sahlgrenska (Sahlgrenska Universitetssjukhuset, em Gotemburgo e Mölndal) [6]
- Hospital Regional de Södra Älvsborg (Södra Älvsborgs sjukhus, em Borås) [7]
- Hospital de Uddevalla (Uddevalla sjukhus, em Uddevalla) [8]
- Hospital Regional de Norra Älvsborg (Norra Älvsborgs länssjukhus, em Trollhättan) [9]
- Hospital de Alingsås (Alingsås lasarett, em Alingsås) [10]
- Hospital Especial de Frölunda (Frölunda Specialistsjukhus, em Gotemburgo) [10]
- Hospital de Kungälv (Kungälvs sjukhus, em Kungälv) [10]
- Hospital de Skaraborg (Skaraborgs sjukhus, em Skövde, Falköping, Lidköping e Mariestad) [11]

### Transportes públicos
A Região Västra Götaland é proprietária da empresa de transportes públicos Västtrafik.

### Instituições culturais regionais
- Ópera de Gotemburgo (Göteborgsoperan)
- Orquestra Sinfónica de Gotemburgo (Göteborgs Symfoniker)
- Jardim Botânico de Gotemburgo (Göteborgs botaniska trädgård)
- Filme Oeste (Film i Väst)

## Organização política da região

As "Regiões político-administrativas" da Suécia
O – Região Västra Götaland

As região constitui um nível intermédio entre o estado (staten) e os municípios (kommunerna) do condado.

### Órgão político e administrativo regional
A região e as suas atividades são dirigidas a partir das decisões políticas tomadas pelos políticos eleitos para a ”Assembleia regional” (Regionfullmäktige), composta por XXX deputados regionais eleitos por 4 anos.
                                 As diferentes áreas de atividade estão organizadas em comissões e empresas, todas dirigidas por direções políticas. 

O ”Diretor regional” (Regiondirektören) é responsável pela coordenação das atividades da ”Região Västra Götaland” (Västra Götalandsregionen), sendo estas executadas por 55 000 funcionários.

### A região e o condado
A Região Västra Götaland (Region Västra Götaland) coexiste dentro do Condado da Västra Götaland (Västra Götalands län) com o Conselho Administrativo do Condado da Västra Götaland (Länsstyrelsen i Västra Götalands län).

Enquanto que a região (region) é um órgão político, eleito pelos cidadãos e responsável pela saúde, transportes públicos e desenvolvimento regional, o conselho administrativo do condado (länsstyrelsen) é um órgão local do estado, com a missão de executar nesse mesmo condado as tarefas administrativas do estado - defesa civil, assistência social, proteção do ambiente e realização de eleições gerais, etc... 

### A região na União Europeia
No âmbito da União Europeia, a Região Västra Götaland exerce as suas funções no território consignado ao Condado da Västra Götaland, o qual é uma unidade estatística do tipo (Nuts 3).